# Orlen Petrobaltic
Orlen Petrobaltic SA (wcześniej Lotos Petrobaltic) – polskie przedsiębiorstwo górnicze zajmujące się poszukiwaniem i eksploatacją złóż ropy naftowej i gazu ziemnego oraz kompleksową obsługą logistyczną offshore, obsługą badań morza oraz zarządzaniem flotą. Należało do Grupy Lotos SA. 1 sierpnia 2022 r. Lotos Petrobaltic S.A. wszedł w skład Grupy Orlen.

## Akcjonariat
Głównym akcjonariuszem firmy do 1 sierpnia 2022 roku była Grupa Lotos SA, posiadająca 99,98% akcji. Skarb Państwa i pracownicy posiadają po 0,01%. 1 sierpnia 2022 roku Grupa Lotos została przejęta przez PKN Orlen i doszło do ich fuzji.

## Eksploatacja
Petrobaltic prowadzi działalność w zakresie poszukiwania i wydobycia węglowodorów w polskiej wyłącznej strefie ekonomicznej Morza Bałtyckiego, na lądowym obszarze Litwy oraz szelfie Morza Norweskiego.

### Sprzęt
Firma posiada własne zaplecze sprzętowe służące poszukiwaniu i wydobyciu węglowodorów spod dna morskiego. Głównymi jej aktywami produkcyjnymi są: 5 platform wydobywczych (dwie platformy wiertnicze i trzy platformy eksploatacyjne, w tym jedna bezzałogowa), w tym platforma wydobywcza Baltic Beta, platforma wiertnicza Petrobaltic oraz tankowiec Icarus III.
Pod koniec 2013 roku spółka zakupiła nową platformę wiertniczą Lotos Petrobaltic za kwotę 300 mln zł, natomiast obecna platforma Petrobaltic została przebudowana na obiekt wydobywczy.
W 2015 roku spółka rozpoczęła prace wydobywcze na złożu B8.
W 2025 spółka zakupiła platformę Giant, przeznaczona na pracy na szelfie norweskim.

### Wydobycie ropy
Wyniki wydobycia ropy naftowej przez Lotos Petrobaltic
| Rok                | 2007  | 2008  | 2009  | 2010  | 2011  | 2012  |
| ------------------ | ----- | ----- | ----- | ----- | ----- | ----- |
| Wydobycie [tys. t] | 190,6 | 256,9 | 175,4 | 186,5 | 149,0 | 187,7 |

### Morze Bałtyckie
Spółka posiada wyłączność na poszukiwanie węglowodorów w polskiej wyłącznej strefie ekonomicznej Bałtyku. Petrobaltic jest w posiadaniu koncesji na wydobywanie ropy naftowej oraz towarzyszących im węglowodorów na złożach B3 i B8, na którym obecnie prowadzi prace wydobywcze oraz PG-1. 
Potencjał złoża B8 jest szacowany na 3,6 mln ton ropy naftowej oraz 432 mln m sześc. gazu. W 2015 roku spółka osiągnęła wydobycie na poziomie ponad 29,7 tys. ton ropy naftowej, a w 2016 wyniosło ono 117,3 tys. ton. Ropa ze złoża jest transportowana tankowcami, a gaz jest transportowany gazociagiem do Władysławowa. 

### Elektrociepłownia Władysławowo
W ramach zagospodarowania wydobywanego wraz z ropą naftową na złożu B3 gazu ziemnego Petrobaltic powołał do życia spółkę Energobaltic, będącą operatorem Elektrociepłowni Władysławowo. Dostarcza ona ciepło dla miasta, produkuje energię elektryczną oraz rafinuje płynne pozostałości gazu ziemnego. Elektrociepłownia połączona jest z platformą Baltic Beta podmorskim rurociągiem gazowym.